# Zon B.V.
Zon was een Nederlands internetbedrijf, dat in 2005 werd opgekocht door Versatel en later in handen kwam van Tele 2. Zon stond bekend om zijn lage abonnementkosten, maar zijn hoge telefoonkosten voor klantenservice. 
Met Zon Kwadraat probeerde het bedrijf zich nog nieuw leven in te blazen, maar dat mocht niet baten. Zelfs de talloze spotjes met het liedje "Contact" van Brigitte Bardot hebben geen enkele zin gehad en het bedrijf moest zijn deuren in 2005 sluiten.